# Gymnodamaeus chalazionus
Gymnodamaeus chalazionus är en kvalsterart som beskrevs av Tyler A. Woolley 1972. Gymnodamaeus chalazionus ingår i släktet Gymnodamaeus och familjen Gymnodamaeidae. Inga underarter finns listade i Catalogue of Life.